# Fakin’ It
«Fakin' It» — песня, записанная музыкальным дуэтом Simon & Garfunkel для их четвёртого студийного альбома Bookends (1968). Первоначально она была выпущена только в качестве сингла 7 июля 1967 года на лейбле Columbia Records. Позже она была включена во вторую половину альбома Bookends. В тексте песни Саймон размышляет о том, чем бы он занимался и как жил, если бы родился на столетие раньше, а также размышляет о своей неуверенности в себе, сталкиваясь с ситуацией, напоминающей синдром самозванца.
В музыкальном сопровождении в качестве своеобразного камео выступает Беверли Мартин. Песня стала небольшим хитом в Соединённых Штатах, заняв 23 место в Billboard Hot 100.

## О песне
Незадолго до начала работы над четвёртым альбомом группы Simon & Garfunkel «Bookends» Пол Саймон впал в творческий кризис в своём творчестве. Озабоченный бездельем Саймона, председатель правления Columbia Records Клайв Дэвис предложил начинающему продюсеру Джону Саймону начать запись альбома.
Его первой сессией с группой стала запись в июне 1967 года песни «Fakin' It». Дуэт был подписан по старому контракту, согласно которому лейбл оплачивал сессии («Сколько может стоить запись фолк-дуэта» — сказал Джон Саймон). Саймон и Гарфанкел воспользовались этой поблажкой, наняв альтистов и духовиков, а также перкуссионистов. Когда приехали альтисты, дуэт был настолько увлечён звуком, с которым музыканты настраивали свои инструменты перед записью, что они провели почти всю ночь (за счёт Columbia), пытаясь найти случайное звучание.

## Композиция
В песне «Fakin' It» мелодии иногда меняются в соответствии с текстом, но в целом песня имеет схожую аккордовую структуру и мелодический набросок в «фанк-рок- ритме», который отсылает к «Tomorrow Never Knows» Beatles. Она открывается «неземным ритмическим звуком» (который, по мнению некоторых критиков, был обязан «Strawberry Fields Forever» The Beatles), что было примером желания Саймона и Гарфанкела расширить границы студийной записи. В тексте песни главный герой размышляет о своей неуверенности и недостатках. Было высказано предположение, что «Fakin' It» может быть аллегорией отношений Саймона и Арта Гарфанкела.
В середине песни есть короткая речевая вставка, в которой британская женщина входит в портновский магазин и приветствует владельца: «Доброе утро, мистер Литч. У вас был напряженный день? (англ. "Good morning, Mr. Leitch. Have you had a busy day?")» Исполняющая песню женщина была певицей Беверли Мартин, которая дружила с поэтом-песенником Донованом. Фамилия Донована — Литч, отсюда и отсюда и использование его в песне. Саймон знал Мартин с той поры, как жил в Англии, и она часто бывала в кругу друзей дуэта во время записи.
Строки о портном возникли в тот момент, когда Саймон размышлял, кем бы он мог быть, если бы родился на столетие раньше. "Во время какой-то гашишной задумчивости я подумал: «Я действительно нахожусь в странном положении. Я зарабатываю на жизнь тем, что пишу песни и пою их. Такое может случиться только сегодня», — объяснил он. Он остановился на мысли, что, возможно, он был портным и, скорее всего, из Вены или Венгрии, поскольку именно оттуда мигрировали его предки. Позже отец Саймона рассказал ему, что, по совпадению, его дед тоже был портным по имени Пол из Вены

## Релиз
Песня была выпущена в качестве сингла тем же летом и имела лишь скромный успех на AM radio; дуэт был гораздо больше ориентирован на растущий FM-формат, который крутил альбомные фрагменты и относился к их музыке с уважением. На самом деле продолжительность песни составляла 3 минуты и 14 секунд. Радиостанции того времени не хотели проигрывать песни продолжительностью более трех минут, поэтому Пол Саймон «подделал» время, чтобы на этикетке было написано 2:74. Саймон предпочел альбомную версию «Fakin' It» её сингловому релизу. Он считал, что стерео ремикс «значительно улучшил» оригинальный микс, который он считал «неряшливым» . С другой стороны, Billboard особенно высоко оценил производство сингловой версии.
Би-сайд сингла «You Don’t Know Where Your Interest Lies» — единственный неальбомный би-сайд дуэта. Дана Валери записала свою версию, которая была выпущена в качестве сингла в январе 1967 года. Версия Валери стала популярной песней на сцене северного соула, её крутили в середине 1970-х годов в ночном клубе Wigan Casino.
Песня дебютировала в Billboard Hot 100 в США под номером 81 в издании от 29 июля 1967 года, поднявшись за пять недель до 23 пиковой позиции 2 сентября 1967 года. Последний раз она появилась в чарте 16 сентября 1967 года на 65 позиции, после чего покинула его.

## Отзывы критиков
В своем обзоре Billboard предсказал, что песня может попасть в топ-20 чарта, назвав её «интригующим фолк-роком» и похвалив «исключительную» работу Джона Саймона. Mojo назвал «Fakin' It» «размышлениями о прошлой жизни, вызванными наркотиками».